# 페르세우스자리 팔

우리 은하의 관측된 나선팔 구조

페르세우스자리 팔(Perseus Arm)은 우리은하의 주요 나선팔 중 하나로 방패-센타우르스자리 팔(Scutum-Centaurus Arm)의 안쪽에 위치한다. 지구에서 봤을 때 별지라 페르세우스자리쪽으로 뻗어나간 것처럼 보여 이러한 이름이 붙었으며, 한때 태양계에서 약 13,000 광년 떨어져 있던 것으로 알려졌으나 현재에는 약 6,400 광년 떨어져 있는 것으로 조정되었다. 총 길이는 약 10.7 킬로파섹인 것으로 알려졌다.

## 주요 천체
여러 개의 메시에 천체가 포함되어 있다.
- 게 성운(메시에 1)
- 메시에 36 산개성단
- 메시에 37 산개성단
- 메시에 38 산개성단
- 메시에 52 산개성단
- 메시에 103 산개성단

## 같이 보기
- 방패-센타우르스자리 팔
- 궁수자리-용골자리 팔
- 오리온자리 팔